# Assassin’s Creed Valhalla
Assassin’s Creed Valhalla (рус. Кредо ассасина Вальгалла, в русской локализации — Assassin’s Creed Вальгалла) — компьютерная игра в жанре action/RPG, разработанная студией Ubisoft Montreal и изданная компанией Ubisoft. Является двенадцатой игрой в серии игр Assassin’s Creed. Выход игры на платформах Windows, PlayStation 4, Xbox One и Xbox Series X/S состоялся 10 ноября 2020 года, выход на PlayStation 5 состоялся 12 ноября 2020 года.
Действие игры разворачивается в IX веке на территории Англии, в эпоху враждующих королевств и завоеваний викингов. Главным героем является норвежский викинг Эйвор, которому предстоит найти для своего клана новый дом на чужеродной земле. Пол героя можно менять на протяжении всей игры в любой момент.

## Игровой процесс
Assassin’s Creed Valhalla — это игра с открытым миром, построенная вокруг нескольких основных сюжетных арок и множества дополнительных побочных миссий, называемых «Мировые события». Игрок берет на себя роль Эйвора — викинга, который ведёт своих собратьев против англосаксонских королевств. У игрока есть выбор играть за Эйвора как за женщину, так и за мужчину, или позволить игре чередоваться между ними в ключевые моменты истории. Игрок также может изменить причёску, бороду, боевую раскраску, одежду, доспехи и татуировки персонажа. Разнообразие оружия, доступного игроку, было расширено и теперь включает цепы и двуручные мечи. Животное-компаньон игрока — ворон по имени Sýnin (древнескандинавское слово «проницательность»), которого можно использовать для разведки близлежащих территорий, и других частей игрового мира издалека, прежде чем Эйвор вступит в бой. Больше внимания разработчики уделили аспектам скрытности как при перемещении по игровому миру, так и в бою. Эйвор может симулировать смерть, использовать своего ворона, чтобы отвлекать охранников, и может получить доступ к скрытому клинку для мгновенных убийств. Большинство врагов в игре, благодаря определённым комбинациям подходов, тактики и выбора оружия, могут быть убиты с помощью одной атаки, за исключением боссов, которых можно победить другими способами.
Valhalla имеет знакомую структуру основных сюжетных миссий и ряд дополнительных побочных миссий. В то время, как основная сюжетная линия в прошлых играх Assassin’s Creed обычно перемещалась линейно через основные разделы игрового мира, в Valhalla игрок часто возвращается в основное поселение и обратно в ранее посещённые районы. Не все миссии требуют насильственных действий, некоторые из них можно решить дипломатическими средствами. Выбор игрока в диалоге или параметрах игрового процесса повлияет на персонажей и их политические союзы с другими неигровыми персонажами. Игра также меньше полагается на традиционную систему уровней и вместо этого больше фокусируется на выборе навыков через деревья навыков, выбранные игроком по мере продвижения в игре. Сложность, создаваемая врагами, оценивается на основе набора навыков игрока. Команда разработчиков стремилась представить в Valhalla более широкий спектр врагов, чем в предыдущих играх, поскольку разработчики хотели, чтобы игроку не было скучно. Дарби Макдевитт сказал, что в игре есть 25 уникальных архетипов врагов, которые могут использовать предметы в окружающей среде в своих интересах и способны адаптироваться к действиям и бою игрока и находить способы защитить себя.
Хотя использование военно-морского транспорта вернулось, морские бои сократились. Драккар Эйвора действует больше как средство передвижения во время рейдов и для побега после наземного боя, а не используется в бою с другими военно-морскими судами. В дополнение к этому, игрок может заниматься различными видами деятельности, такими как: охота, рыбалка, драки с другими викингами, соревнования по выпивке и полёты.

## Сюжет
Действие игры начинается в 873 году во времена завоеваний викингов. Игроку предстоит взять на себя роль викинга по имени Эйвор, ведущего своих сородичей от берегов холодной Норвегии до плодородных земель Англии в поисках нового дома. Клану Эйвор противостоят лидеры четырёх англосаксонских королевств: Уэссекса, Нортумбрии, Восточной Англии и Мерсии во главе с Альфредом Великим. Также Эйвору предстоит встретиться с Незримыми и помочь им в борьбе против Ордена Древних. Как и в предыдущей части серии в XXI веке продолжается история Лейлы Хассан. Помимо Англии и Норвегии действие игры также происходит на территории Северной Америки, под названием Винланд и в фантастических мирах: Асгарде, Йотунхейме и Вальхалле.

## Разработка
Разработка игры началась в 2017 году, в преддверии выхода Assassin’s Creed Origins.Официальный анонс игры состоялся 29 апреля 2020 года в ходе 8-часовой онлайн-трансляции. На следующий день компания Ubisoft представила дебютный трейлер и скриншоты игрового мира.
Креативным директором игры являлся Ашраф Исмаил, который занимал пост креативного директора Assassin’s Creed IV: Black Flag (2013) и Origins (25 июня 2020 года покинул разработку проекта). В проекте участвовали также Дерби Макдевитт- ведущий сценарист Black Flag, Assassin’s Creed: Revelations (2011) и соавтор Assassin’s Creed Unity (2014); и композиторы Йеспер Кюд и Сара Шахнер, написавшие музыку для игры вместе с Эйнаром Селвиком. Помимо ведущей студии Ubisoft Montreal над проектом работали 14 подразделений компании по всему миру.
12 июля 2020 года на мероприятии Ubisoft — Ubisoft Forward был представлен новый геймплейный трейлер и объявлена дата выхода игры на платформах Windows, PlayStation 4, Xbox One — 17 ноября 2020 года, позже было сообщено, что релиз игры состоится 10 ноября 2020 года вместе с выходом игровой приставки Xbox Series X/S. На PlayStation 5 игра вышла 12 ноября 2020 года.

## Оценки
| Сводный рейтинг       | Сводный рейтинг                                                  |
| Агрегатор             | Оценка                                                           |
| --------------------- | ---------------------------------------------------------------- |
| Metacritic            | (PC) 82/100 (PS4) 80/100 (XONE) 82/100 (XSX) 84/100 (PS5) 84/100 |
| Иноязычные издания    |                                                                  |
| Издание               | Оценка                                                           |
| Edge                  | 8/10                                                             |
| Game Informer         | 9,25/10                                                          |
| GamePro               | 65/100                                                           |
| GameRevolution        | [ 33 ]                                                           |
| GameSpot              | 8/10                                                             |
| GamesRadar+           | [ 35 ]                                                           |
| Hardcore Gamer        | 4/5                                                              |
| IGN                   | 8/10                                                             |
| Русскоязычные издания |                                                                  |
| Издание               | Оценка                                                           |
| 3DNews                | 9,5/10                                                           |

В целом игра получила положительные отзывы. Однако многие игроки отмечали большое количество ошибок и технических недочётов.

## Дополнительный загружаемый контент
- «Путь Берсерка» — задание, которое игроки получали за предзаказ игры[43]. Позже, стало доступно для покупки в приложении Ubisoft Store.
- «Набор Берсерка» — включает в себя комплект брони, верховое животное, руны и украшения для поселения. Доступно при покупке Ultimate Edition или игре по подписке Ubisoft+[44][45].
- «Season Pass» — сезонный абонемент для игры, который включает в себя несколько бонусов[46]:
  - «Легенда о Беовульфе» — небольшое задание, получаемое только за покупку абонемента. Сюжет повествует о древней английской легенде;
  - «Гнев Друидов» — первое крупное дополнение для игры, премьера которого должна была состояться 29 апреля, однако была передвинута на 2 недели и состоялась лишь 13 мая. Действие дополнения разворачиваются на территории Ирландии;
  - «Осада Парижа» — второе крупное дополнение, вышедшее 12 августа 2021 года. Дополнение переносит игрока в земли франков, в разгар осады Парижа армией викингов. Часть экспертов раскритиковали его за непроработанность персонажей, сюжет, роль главного героя в происходящем и графические решения[47].
- «Заря Рагнарёка» — самое масштабное дополнение к игре, релиз которого состоялся 10 марта 2022 года. Дополнение переносит игрока в один из параллельных миров скандинавской мифологии, а главным героем выступает главный бог скандинавских язычников — Один[48][49][50].

### Бесплатный контент
В рамках программы поддержки игры также вышли другие бесплатные дополнения, включающие в себя новые игровые события или режимы игры:
- «Йоль» — первый временный ивент связанный с праздником древних германцев. Событие стартовало 17 декабря 2020 года и длилось три недели. 7 января 2021 года ивент завершился. В канун 2022 года ивент вновь стал доступен для игроков[51];
- «Речные набеги» — новый режим игры, который стал доступен игрокам 16 февраля 2021 года[52][53];
- «Остара» — временный ивент, посвящённый одновремённому древнегерманскому фестивалю, доступный с 18 марта по 8 апреля 2021 года, а позже — с 21 апреля по 12 мая 2022 года;
- «Испытание мастерства» — новый режим игры, доступный с 15 июня 2021 года[54];
- «Сигрблот» — ивент, прошедший в игре с 29 июля по 19 августа 2021 года, и с 4 по 25 августа 2022 года;
- «Гробницы павших» — дополнение, выпущенное 9 ноября 2021 года. Дополнение добавило в игру новые локации, включающие в себя новые уровни и головоломки[55];
- «Оскорея» — временный ивент, прошедший с 11 ноября по 9 декабря 2021 года и с 20 октября по 10 ноября 2022 года[55];
- «Интерактивный тур: эпоха викингов» — дополнение для игры, которое представляет собой особый режим игры, который сфокусирован на подаче игроку информации об истории, мифологии, исторических событиях, личностях, местах и достопримечательностей локаций, показанных в игре. Релиз состоялся 19 октября 2021 года[56][57];
- «Пересечение историй» — первый кроссовер в серии Assassin’s Creed. Он связывает между собой сюжет двух игр серии — Valhalla и Odyssey[58]. Данный кроссовер добавляет новый контент как в «Вальгаллу», так и в «Одиссею». Кроссовер стал доступен в первой 14 декабря 2021 года, с выходом обновления 1.4.1[59][60][61].
- «Забытая сага» — новый rouglite-режим игры, в котором игрокам стал доступен Нифльхейм. Сюжет основан на битве Одина с Хель[62][63].
- «Последняя глава» — финальное дополнение игры, выпущенное 29 ноября 2022 года. Данное дополнение завершает историю главного героя, и рассказывает о расставании Эйвор с кланом и её переезде в Америку[64];
  - «Общая история» — дополнительное задание, вышедшее одновременно с «Последней главой», и являющееся приквелом к следующей игре серии — Mirage. В дополнении, Эйвор встречается с наставником Басима, главного героя Mirage, — Рошан[64].